# El Mehara
El Mehara (în arabă المھارة) este o comună din provincia El Bayadh, Algeria.
Populația comunei este de 3.252 de locuitori (2008).